# Lars-Erik Torph
Lars-Erik Torph (11. siječnja 1961. – 23. siječnja 1989.) bio je švedski je reli vozač koji je nastupao na utrkama svjetskog prvenstva u reliju (WRC).  
Prvi nastupa na utrci svjetskog prvenstva bio mu je u automobilu Volvo 142 na Reliju Švedska sezone 1980.
Ukupno je zabilježio 20 nastupa na utrkama svjetskog prvenstva. Sezone 1984. na četiri utrke svjetskog prvenstva završio je na podiju. U karijeri nije pobijedio niti na jednoj utrci svjetskog prvenstva u reliju.
Na Reliju Monte Carlo, u sezoni 1989. Torph je pomagao švedskom vozaču Fredriku Skoghagu tako što je vozeći etape utrke bilježio podatke o uvjetima na stazi. Na petoj etapi utrke, nakon što je sa svojim suvozačem Bertil-Runeom Rehnfeldtom obavio svoj posao, otišao je pogledati utrku. 
Na petoj etapi, u jednom trentuku talijanski reli vozač Alex Fiorio izgubio je kontrolu nad svojim automobilom Lancia Delta Integrale, sletio s ceste, udario u Toprha i Rehnfelta pri brzini od oko 145km/h, te ih na mjestu usmrtio.
Fiorio i njegov suvozač Luigi Pirollo prošli su bez ozljeda.